# Алямов, Амир Энверович
Амир Энверович Алямов (Пустой шаблон {{ВД-Преамбула}} ) — советский и российский хоккеист, защитник.

## Биография
Воспитанник новосибирской «Сибири». Дебютировал в сезоне-1984/85, в котором играл в команде второй лиги «Машиностроитель» Новосибирск и в «Сибири», за которую провёл всю карьеру — 14 сезонов. Был капитаном команды, четыре последних сезона (1994/95 — 1997/98) провёл в МХЛ и Суперлиге.
В 2012 году стал директором новосибирского Научно-исследовательского института электронных приборов. В конце 2021 года Алямов и подполковник в запасе Анатолий Заливин были признаны виновными в коррупции, махинациях на гособоронзаказе и хищении свыше 60 миллионов рублей. Алямову был вынесен приговор в виде отбывания наказания в колонии строгого режима сроком 6 лет с лишением права занимать должности государственной службы сроком на 5 лет и лишением медали «За заслуги перед Отечеством» II степени. Апелляция, поданная Алямовым год спустя, была оставлена без удовлетворения.